# Canton d'Allègre

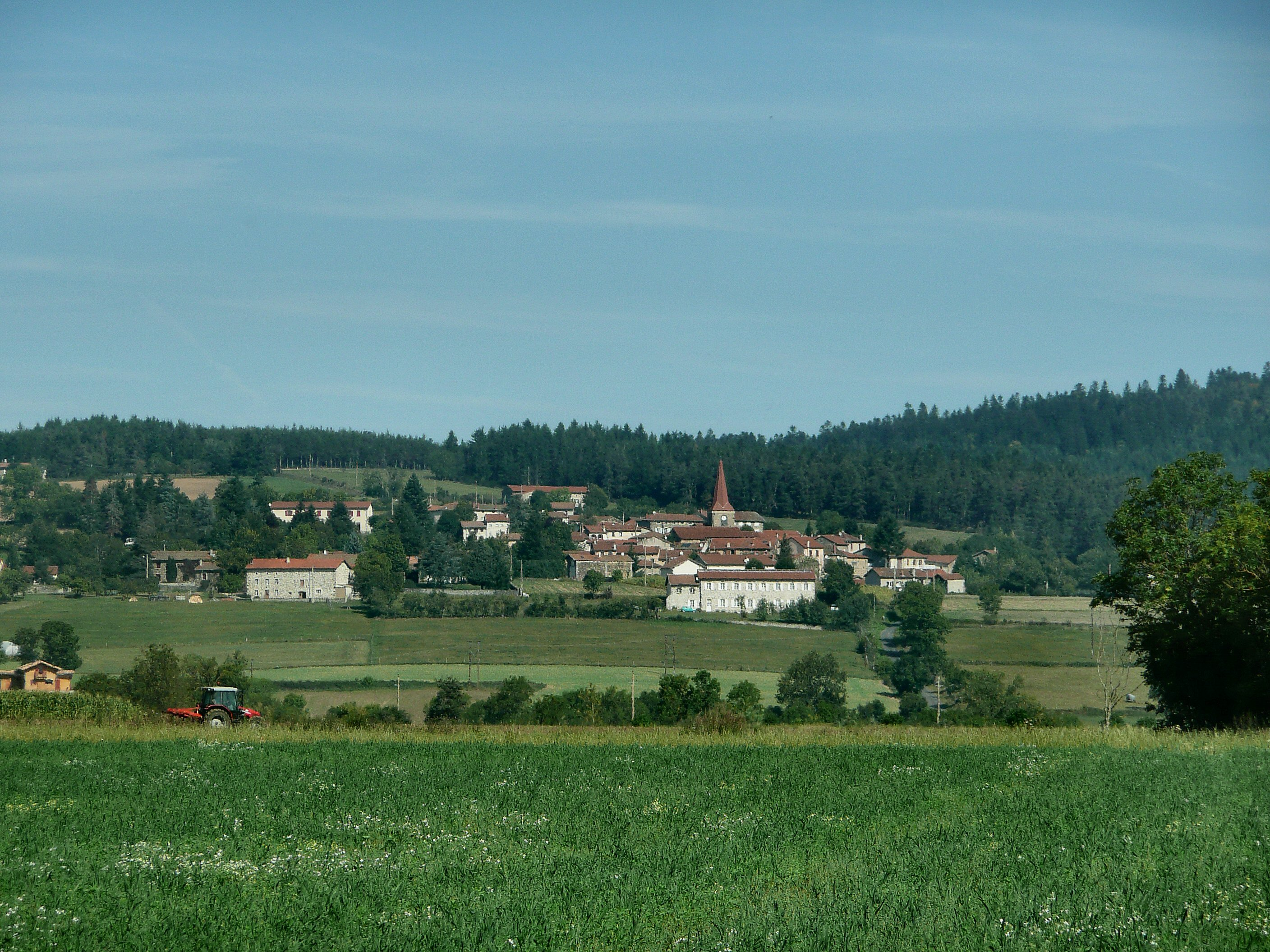
Vue du village de Céaux-d'Allègre.

Le canton d'Allègre est une ancienne division administrative française, située dans le département de la Haute-Loire et la région Auvergne.

## Composition
Le canton d'Allègre groupait huit communes :
| Nom                    | Code Insee | Intercommunalité            | Superficie (km2) | Population (dernière pop. légale) | Densité (hab./km2) |
| ---------------------- | ---------- | --------------------------- | ---------------- | --------------------------------- | ------------------ |
| Allègre (chef-lieu)    | 43003      | CA du Puy-en-Velay          | 23,57            | 955 (2014)                        | 41                 |
| Bellevue-la-Montagne   | 43026      | CA du Puy-en-Velay          | 32,74            | 420 (2014)                        | 13                 |
| Céaux-d'Allègre        | 43043      | CA du Puy-en-Velay          | 32,41            | 466 (2014)                        | 14                 |
| La Chapelle-Bertin     | 43057      | CA du Puy-en-Velay          | 11,29            | 55 (2014)                         | 4,9                |
| Fix-Saint-Geneys       | 43095      | CA du Puy-en-Velay          | 7,91             | 130 (2014)                        | 16                 |
| Monlet                 | 43138      | CA du Puy-en-Velay          | 35,70            | 388 (2014)                        | 11                 |
| Varennes-Saint-Honorat | 43252      | CC des Rives du Haut Allier | 11,91            | 29 (2014)                         | 2,4                |
| Vernassal              | 43259      | CA du Puy-en-Velay          | 19,23            | 364 (2014)                        | 19                 |

## Histoire
Le canton a été supprimé en mars 2015 à la suite du redécoupage des cantons du département ; les communes sont réparties comme suit :
- Allègre, La Chapelle-Bertin, Monlet et Varennes-Saint-Honorat : canton du Plateau du Haut-Velay granitique ;
- Bellevue-la-Montagne, Céaux-d'Allègre, Fix-Saint-Geneys et Vernassal : canton de Saint-Paulien.

## Représentation

### Conseillers généraux de 1833 à 2015
| Période               | Identité                                                 | Parti                  | Qualité                                                                                            |
| --------------------- | -------------------------------------------------------- | ---------------------- | -------------------------------------------------------------------------------------------------- |
| 1833-1836 (décès)     | Joseph André Régis Harent                                |                        | Notaire, maire d'Allègre                                                                           |
| 1836-1848             | Jean-Claude Barthélemy Grellet de la Deyte (1772-1862)   |                        | Chef de bataillon d'infanterie, ancien maire d'Allègre (1815-1830)                                 |
| 1848-1877             | Félix Grellet de La Deyte (1813-1879, fils du précédent) | Gauche modérée         | Avocat à la Cour d'Appel de Riom, bâtonnier, député (1848-1849)                                    |
| 1877-1880 (démission) | Jacques Cuoq                                             | Républicain            | Notaire, maire d'Allègre (1870-1871)                                                               |
| 1880-1895             | Emmanuel Grellet (1850-1927, fils de Félix Grellet)      | Droite                 | Ancien Sous-Préfet, maire d'Allègre                                                                |
| 1895-1937             | Victor Pagès-Ribeyre (1856-1940)                         | Rad.                   | Distillateur Président du Conseil Général (?-1937)                                                 |
| 1937-1940             | Jean-Baptiste Royon                                      | URD                    | Chef-cantonnier Maire de Monlet, conseiller d'arrondissement                                       |
|                       |                                                          |                        | |
| 1942-1945             | René Chossegros (1899-1985)                              |                        | Avocat Maire d'Allègre Nommé conseiller départemental en 1942                                      |
|                       |                                                          |                        | |
| 1945-1957 (décès)     | Jean-Baptiste Duchamp                                    | RI                     | Maire d'Allègre (1953-1954)                                                                        |
| 1957-1970             | Ernest Martel                                            | UDSR puis JR puis SFIO | Paysan, maire de Céaux-d'Allègre                                                                   |
| 1970-1994             | Marius Ampilhac                                          | UDF                    | Entrepreneur de maçonnerie Maire d'Allègre (1963-1977)                                             |
| 1994-2001             | Yves Ampilhac                                            | DVD                    | Industriel en bois                                                                                 |
| 2001-2008             | René Rouvier                                             | DVG                    | Professeur, Allègre                                                                                |
| 2008-2015             | Marie-Agnès Petit                                        | UMP                    | Conseillère municipale de Céaux-d'Allègre Conseillère régionale Conseillère en développement rural |

### Conseillers d'arrondissement (de 1833 à 1940)
| Période                                  | Période | Identité                                   | Étiquette   | Qualité |
| ---------------------------------------- | ------- | ------------------------------------------ | ----------- | --- |
| 1833                                     | 1836    | Jacques Charitat                           |             | Cultivateur, greffier de la justice de paix, propriétaire à Neyraval, Varennes-Saint-Honorat                |
| 1836                                     | 1842    | Jacques Marie de Laborie                   |             | Propriétaire, maire de Céaux-d'Allègre                                                                      |
| 1842                                     | 1848    | Jean André Antoine Julien Legal de Nirande |             | Juge au Tribunal du Puy, propriétaire à Allègre                                                             |
|                                          |         |                                            |             | |
| 1871                                     |         | Edouard Harent (1824-1878)                 |             | Expert géomètre, propriétaire, maire d'Allègre                                                              |
|                                          |         |                                            |             | |
| av.1882                                  |         | Claude Jacques Alfred Guelle               |             | Médecin, maire d'Allègre                                                                                    |
|                                          |         |                                            |             | |
| 1919                                     | 1934    | Jean-Baptiste Monatte-Borie                | Rad.        | Négociant à Allègre                                                                                         |
| 1934                                     | 1937    | Jean-Baptiste Royon (1876-?)               | URD         | Chef cantonnier, maire de Monlet                                                                            |
| 1937                                     | 1940    | François Fuzet (1886-1960)                 | Républicain | Boucher, marchand de bestiaux, ancien maire de Vernassal                                                    |
| 1940                                     |         |                                            |             | Les conseils d'arrondissement ont été suspendus par la loi du 12 octobre 1940 et n'ont jamais été réactivés |
| Les données manquantes sont à compléter. |         |                                            |             | |

## Démographie
| 1962  | 1968  | 1975  | 1982  | 1990  | 1999  | 2006  | 2011  | 2012  |
| ----- | ----- | ----- | ----- | ----- | ----- | ----- | ----- | ----- |
| 4 936 | 4 515 | 3 998 | 3 462 | 3 111 | 2 856 | 2 998 | 2 946 | 2 903 |